# Wahlbezirk Böhmen 42
Der Wahlbezirk Böhmen 42 war ein Wahlkreis für die Wahlen zum Abgeordnetenhaus im österreichischen Kronland Böhmen. Der Wahlbezirk wurde 1907 mit der Einführung der Reichsratswahlordnung geschaffen und bestand bis zum Zusammenbruch der Habsburgermonarchie.

## Geschichte
Nachdem der Reichsrat im Herbst 1906 das allgemeine, gleiche, geheime und direkte Männerwahlrecht beschlossen hatte, wurde mit 26. Jänner 1907 die große Wahlrechtsreform durch Sanktionierung von Kaiser Franz Joseph I. gültig. Mit der neuen Reichsratswahlordnung schuf man insgesamt 516 Wahlbezirke, wobei mit Ausnahme Galiziens in jedem Wahlbezirk ein Abgeordneter im Zuge der Reichsratswahl gewählt wurde. Der Abgeordnete musste sich dabei im ersten Wahlgang oder in einer Stichwahl mit absoluter Mehrheit durchsetzen. Der Wahlkreis Böhmen 42 umfasste die Gerichtsbezirke Jaroměř, Böhmisch Skalitz, Eipel, Politz zuzüglich der Gemeinden Daubrawitz, Lipnitz, Nowoles, Weißtřemeschna und Werdek aus dem Gerichtsbezirk Königinhof an der Elbe,  wobei folgende Gemeinden ausgenommen waren:
- aus dem Gerichtsbezirk Jaroměř die gleichnamige Stadt Jaroměř und die Gemeinde Josefstadt (Wahlbezirk 23) sowie die Gemeinden Grabschütz, Heřmanitz, Kleinbock, Littitsch, Prode, Salnai, Schlotten, Westetz (Wahlbezirk 130)
- aus dem Gerichtsbezirk Böhmisch Skalitz die gleichnamige Stadt Böhmisch Skalitz (Wahlbezirk 24)
- aus dem Gerichtsbezirk Eipel die gleichnamige Stadt Eipel (Wahlbezirk 23)
- aus dem Gerichtsbezirk Politz die gleichnamige Stadt Politz (Wahlbezirk 23)

Aus der Reichsratswahl 1907 ging der Adalbert Sternberg als Sieger hervor. Bei der Reichsratswahl 1911 setzte sich der böhmische Agrarier Jan Kotlant durch.